# Nelson Jesus Perez
Nelson Jesus Perez (Miami, 16 de junho de 1961) é um prelado americano da Igreja Católica Romana que serve como o 14º Arcebispo da Filadélfia.

## Biografia

### Juventude e educação
Nelson Jesus Perez nasceu em Miami, Flórida, em 16 de junho de 1961, filho de David e Emma Perez. Seus pais eram exilados de Cuba. Ele frequentou o PS Number 4 e a Memorial High School em West New York, New Jersey . Perez recebeu o diploma de Bacharel em Artes pela Montclair State University em 1983 e lecionou no Colegio La Piedad, uma escola primária católica em Porto Rico. Ele então entrou no Seminário St. Charles Borromeo da Filadélfia, onde obteve o grau de Mestre em Artes e Mestre em Divindade em 1988 e 1989, respectivamente.

### Ordenação e ministério
Perez foi ordenado sacerdócio da Arquidiocese de Filadélfia em 20 de maio de 1989.
Sua primeira designação após a ordenação foi como cura na Paróquia de Saint Ambrose, Filadélfia (1989–1993). Ele também atuou como diretor assistente do Office for Hispanic Catholics (1990–1993); como diretor fundador do Instituto Católico para a Evangelização (1993–2002); como pastor da Paróquia de Saint William, Filadélfia (2002–2009) e como pastor da Paróquia de Saint Agnes, West Chester .
Em 1998, foi nomeado Capelão de Sua Santidade, o Papa João Paulo II, com o título de monsenhor. Em 2009, foi nomeado Prelado de Honra pelo Papa Bento XVI.

## Serviço episcopal

Brasão de armas como bispo auxiliar de Rockville Center

### Bispo auxiliar de Rockville Centre
Em 8 de junho de 2012, o Papa Bento XVI o nomeou bispo auxiliar de Rockville Centre e titular de Catro. Ele recebeu a ordenação episcopal em 25 de julho na Catedral de St Agnes em Rockville Center do Bispo do Rockville Center William Murphy, co-consagrando o Arcebispo Metropolitano da Filadélfia Charles Joseph Chaput e o Bispo Auxiliar de Rockville Center Paul Henry Walsh. Foi Vigário Episcopal do Vicariato Oriental, supervisionando 66 paróquias, para o ministério hispânico, supervisionando 54 paróquias com pastoral hispânica, para programas de formação e movimentos eclesiais. Monsenhor Perez foi também membro do conselho diocesano para o pessoal sacerdotal, do conselho presbiteral, dos Serviços de Saúde Católicos; vice-presidente do conselho de administração da Catholic Charities e membro dos comitês executivo e de governança, membro do conselho pastoral diocesano, presidente do Comitê Diocesano de Planejamento "V Encuentro", presidente do comitê consultivo diocesano para o ministério hispânico e membro do escritório da Faith TV Network.

### Bispo de Cleveland

Brasão de armas como bispo de Cleveland

Em 11 de julho de 2017, o Papa Francisco o nomeou Bispo de Cleveland. Ele foi empossado como o 11º bispo de Cleveland em 5 de setembro de 2017.

### Arcebispo de Filadélfia
Em 23 de janeiro de 2020, o próprio Papa Francisco o nomeou arcebispo metropolitano da Filadélfia. Ele tomou posse da arquidiocese em 18 de fevereiro, com uma cerimônia na Basílica-Catedral de São Pedro e Paulo, na Filadélfia.
Na Conferência de Bispos Católicos dos Estados Unidos, ele foi presidente do Comitê Permanente para a Diversidade Cultural, membro do comitê administrativo, membro do comitê para liberdade religiosa e delegado da Federação Nacional para o Ministério da Juventude Católica (NFCYM) desde novembro de 2018 Anteriormente, foi presidente da subcomissão para os assuntos hispânicos, responsável pelo V Encuentro e membro da subcomissão episcopal da campanha católica pelo desenvolvimento humano.
Monsenhor Perez está empenhado em numerosos projetos sociais e cristãos na Terra Santa. Em 2015 foi nomeado Comandante com uma placa da Ordem Equestre do Santo Sepulcro de Jerusalém pelo Cardeal Grão-Mestre Edwin Frederick O'Brienn. Em 31 de outubro do mesmo ano, ele foi investido com a insígnia do Cardeal Timothy Michael Dolan, Grão-Prior da Tenência do Leste dos Estados Unidos, em uma cerimônia realizada na Catedral de São Patrício em Nova York.
O Papa Francisco também o nomeou membro da Pontifícia Comissão para a América Latina em 10 de março de 2021.